# مایکل اندرتی
مایکل ماریو اندرتی (انگلیسی: Michael Mario Andretti؛ زادهٔ ۵ اکتبر ۱۹۶۲ در بتلهم، پنسیلوانیا) رانندهٔ سابق مسابقات اتومبیل‌رانی اهل ایالات متحده آمریکا است که اکنون به عنوان مالک تیم اندرتی اتواسپورت در مسابقات اتومبیل‌رانی فعالیت می‌کند. او فرزند قهرمان مسابقات فرمول یک و برندهٔ رقابت‌های ایندیاناپلیس ۵۰۰، ماریو اندرتی، و پدر رانندهٔ کنونی سری مسابقات ایندی‌کار، مارکو اندرتی است.